# Estación San Antonio (SITVA)
La Estación San Antonio es la undécima estación, de norte a sur, de la línea A del Metro de Medellín, la séptima de la línea B y la primera de la línea T del tranvía. Es una estación de transferencia entre las líneas A, B y T. Debe su nombre a la iglesia de San Antonio, que además da nombre al sector y a la Plaza de San Antonio.
Es la estación más transitada en todo el sistema, debido a que presta servicio a las personas que se desplazan desde y hacia cada uno de los extremos de la ciudad y el centro.

## Diagrama de la estación

### Líneas A y B
| NIVEL 3          |                                                       |                  |
|                  | Plataforma lateral, las puertas se abren a la derecha |                  |
| Occidente        | ← hacia Estación Cisneros (Estación San Javier)       | Terminal         |
| Occidente        | ← hacia Estación Cisneros (Estación San Javier)       | Terminal         |
|                  | Plataforma lateral, las puertas se abren a la derecha |                  |
|                  |                                                       |                  |
|                  |                                                       | Entrepiso        |
| NIVEL 2          |                                                       |                  |
| Salida / Entrada | Plataforma lateral, las puertas se abren a la derecha | Salida / Entrada |
| Norte            | ← hacia Estación Parque Berrío (Estación Niquía)      | Sur              |
| Norte            | → hacia Estación Alpujarra (Estación La Estrella )    | Sur              |
| Salida / Entrada | Plataforma lateral, las puertas se abren a la derecha | Salida / Entrada |
|                  |                                                       |                  |
|                  |                                                       | Entrepiso        |
| SUELO            |                                                       |                  |
|                  | Estación San Antonio - Línea                          |                  |
|                  |                                                       |                  |

### Línea T
| NIVEL 3          |                                                                        |           |
|                  | Estación San Antonio - Línea                                           |           |
|                  |                                                                        |           |
|                  |                                                                        | Entrepiso |
| NIVEL 2          |                                                                        |           |
|                  | Estación San Antonio - Línea                                           |           |
|                  |                                                                        |           |
|                  |                                                                        | Entrepiso |
| SUELO            |                                                                        |           |
| Salida / Entrada | → hacia Estación San José (Estación Oriente)                           | Oriente   |
| Salida / Entrada | Plataforma central, las puertas se abren a la derecha y a la izquierda |           |
| Salida / Entrada | → hacia Estación San José (Estación Oriente)                           | Oriente   |
|                  |                                                                        |           |

## Horario

### Línea A
| Horarios de estación                  | Lunes a viernes | Sábado | Domingo y festivos |
| ------------------------------------- | --------------- | ------ | ------------------ |
| Primer tren con dirección Niquía      | 04:27           | 04:27  | 04:58              |
| Primer tren con dirección La Estrella | 04:28           | 04:28  | 04:59              |
| Último tren con dirección Niquía      | 23:03           | 23:03  | 22:20              |
| Último tren con dirección La Estrella | 23:00           | 23:00  | 22:19              |

### Línea B
| Horarios de estación                  | Lunes a viernes | Sábado | Domingo y festivos |
| ------------------------------------- | --------------- | ------ | ------------------ |
| Primer tren con dirección San Antonio | —               | —      | —                  |
| Primer tren con dirección San Javier  | 04:30           | 04:30  | 09:00              |
| Último tren con dirección San Antonio | —               | —      | —                  |
| Último tren con dirección San Javier  | 23:18           | 23:18  | 21:44              |

### Línea T
| Horarios de estación                  | Lunes a viernes | Sábado | Domingo y festivos |
| ------------------------------------- | --------------- | ------ | ------------------ |
| Primer tren con dirección San Antonio | —               | —      | —                  |
| Primer tren con dirección Oriente     | 04:35           | 04:35  | 05:05              |
| Último tren con dirección San Antonio | —               | —      | —                  |
| Último tren con dirección Oriente     | 23:05           | 23:05  | 22:25              |

## Rutas integradas
| RUTA    | NOMBRE                     | DESTINO |
| ------- | -------------------------- | ------- |
| C6-005  | Bomboná - San Antonio      |         |
| C6-005a | Quinta Linda - San Antonio |         |
| C6-007  | Buenos Aires - San Antonio |         |

## Zonas de interés
- Plaza de San Antonio
- Paseo peatonal Carabobo